# Яровий Андрій Анатолійович
Яровий Андрій Анатолійович (нар. 30 червня 1979, м. Вінниця) — український науковець, декан по роботі з іноземними студентами Вінницького національного технічного університету (2008—2009), директор центру по роботі з іноземними студентами ВНТУ (2009—2010), завідувач кафедри комп'ютерних наук ВНТУ (2017 і по теперішній час), кандидат технічних наук (2004), доктор технічних наук (2014), доцент (2009), професор (2015), член Ради з питань розвитку інформаційних технологій при Вінницькому міському голові [Архівовано 6 квітня 2020 у Wayback Machine.].

## Життєпис
Андрій Анатолійович Яровий народився 30 червня 1979 року в м. Вінниці у сім'ї службовців. З 1986—1996 рр. навчався у загальноосвітній школі № 23 м. Вінниці, яку закінчив із золотою медаллю. Паралельно навчався в «Школі молодого менеджера» при Вінницькому торговельно-економічному інституті (1993—1994) та в Малій академії наук при Вінницькому державному технічному університеті (1994—1996). У 1996 р. вступив на 1 курс Вінницького державного технічного університету (ВДТУ) за спеціальністю «Біотехнічні та медичні апарати і системи». Був зам. старости та профоргом групи. У 1998 р. закінчив курси підготовки водіїв категорії «В» при ВДТУ. У 1999 р. перевівся на факультет автоматики та комп'ютерних систем управління ВДТУ за спеціальністю «Лазерна та оптоелектронна техніка». У 2000 р. захистив бакалаврську випускну роботу та отримав диплом бакалавра з відзнакою. В цьому ж році вступив до магістратури ВДТУ, яку закінчив з відзнакою у 2001 р. та здобув кваліфікацію магістра лазерної та оптоелектронної техніки. За успіхи в навчанні, в науці та за активну участь в громадському житті університету в 2001 р. став Іменним стипендіатом Президента України [Архівовано 7 квітня 2020 у Wayback Machine.].

## Професійна діяльність
2001—2004 — аспірант кафедри лазерної та оптоелектронної техніки (ЛОТ) Вінницького національного технічного університету (науковий керівник — проф. Кожем'яко Володимир Прокопович)
2001—2004 — президент студентського відділення при ВНТУ Міжнародного товариства оптики і фотоніки SPIE [Архівовано 16 грудня 2020 у Wayback Machine.] (на громадських засадах)
1998—2002 — працював за сумісництвом у комп'ютерному інформаційно-видавничому центрі ВДТУ (видавництво «Універсум-Вінниця»)
2002 — зараховано дійсним членом Оптичного товариства Америки (OSA)
2002—2004 — працював за сумісництвом молодшим науковим співробітником кафедри ЛОТ факультету автоматики та комп'ютерних систем управління ВНТУ.
2004 — захистив дисертацію на здобуття наукового ступеня кандидата технічних наук за спеціальністю 05.13.13 «Обчислювальні машини, системи та мережі». Вищою атестаційною комісією (ВАК) України присуджено науковий ступінь кандидата технічних наук
2004—2005 — асистент кафедри інтелектуальних систем факультету інформаційних технологій та комп'ютерної інженерії (ФІТКІ) ВНТУ
2005—2007 — старший викладач кафедри інтелектуальних систем ВНТУ
2005—2010 — працював за сумісництвом науковим співробітником кафедри ЛОТ ВНТУ
2006 — пройшов підвищення кваліфікації у центрі післядипломної освіти КНЕУ ім. В. Гетьмана за спеціальністю «Економічна кібернетика»
2006—2007 — пройшов навчання та підвищення кваліфікації в Локальній академії CISCO ВНТУ (рівень CCNA [Архівовано 6 квітня 2020 у Wayback Machine.])
2007—2013 — доцент кафедри комп'ютерних наук (до перейменування — інтелектуальних систем) ВНТУ
2008—2009 — декан по роботі з іноземними студентами ВНТУ (на громадських засадах)
2009 — рішенням Атестаційної колегії МОН України присвоєно вчене звання доцента кафедри інтелектуальних систем
2009—2010 — директор центру по роботі з іноземними студентами ВНТУ (на громадських засадах)
2010—2013 — докторант кафедри комп'ютерних наук ФІТКІ ВНТУ
2013 — захистив дисертацію на здобуття наукового ступеня доктора технічних наук за спеціальністю 05.13.05 «Комп'ютерні системи та компоненти». Рішенням Атестаційної колегії МОН України присуджено науковий ступінь доктора технічних наук (2014)
2013—2017 — професор кафедри комп'ютерних наук ВНТУ
2014—2020 — консультант першого проректора ВНТУ з питань рейтингування та зовнішнього оцінювання діяльності університету (на громадських засадах)
2015 — рішенням Атестаційної колегії МОН України присвоєно вчене звання професора кафедри комп'ютерних наук
2016 — пройшов курс підвищення кваліфікації Microsoft «Хмарні технології в освітньому процесі вищого навчального закладу»
2016—2017 — пройшов курс навчання та підвищення кваліфікації у ВНТУ «Хмарні технології в навчальному процесі»
2017 — по теперішній час — завідувач кафедри комп'ютерних наук ВНТУ
2019 — по теперішній час — член Ради з питань розвитку інформаційних технологій при Вінницькому міському голові (на громадських засадах).

## Наукові ступені та вчені звання
- 2004 — присуджено науковий ступінь кандидата технічних наук

- 2009 — присвоєно вчене звання доцента кафедри інтелектуальних систем

- 2014 — присуджено науковий ступінь доктора технічних наук

- 2015 — присвоєно вчене звання професора кафедри комп'ютерних наук

## Звання та нагороди
2001 — Іменний стипендіат Президента України
2002 — нагороджено почесним дипломом Українського оптичного товариства
2002—2003 — переможець міжнародних грантових конкурсів SPIE [Архівовано 16 грудня 2020 у Wayback Machine.] Travel Grants, за умовами яких брав участь та представляв наукові розробки на міжнародних наукових симпозіумах в межах SPIE's Annual Meeting (Сіетл, США, 2002 р. та Сан Дієго, США, 2003 р.)
2003 — визнаний кращим аспірантом Інституту автоматики, електроніки та комп'ютерних систем управління (ІнАЕКСУ) ВНТУ; відзначений Листом подяки ІнАЕКСУ ВНТУ за успіхи в навчанні, громадській і науковій роботі та з нагоди надання університету статусу національного
2005 — нагороджено почесним дипломом Українського оптичного товариства
2007 — став переможцем в конкурсі Державного фонду фундаментальних досліджень і отримав Грант Президента України для підтримки наукових досліджень молодих учених (Розпорядження Президента України)
2009 — нагороджено грамотою ВНТУ за значні досягнення в науково-дослідній роботі
2010 — нагороджено грамотою Вінницької міської ради та її виконавчого комітету за співпрацю в культурному розвитку міста, поширення ідей толерантності та організацію «Фестивалю іноземних студентів міста Вінниці»
2010 — став переможцем в конкурсі і отримав стипендію Кабінету Міністрів України для молодих учених
2010 — у рамках святкування «Дня науки» відзначений у номінації «Кращий молодий учений ВНТУ»
2010 — нагороджено грамотою з нагоди 50-річчя ВНТУ за значні досягнення в розбудові університету
2011 — як керівник проекту зайняв 2 місце у конкурсі та здобув грант Вінницької обласної Ради та обласної державної адміністрації для закладів освіти системи загальної середньої, професійно-технічної та вищої освіти в рамках реалізації обласної Програми «Розвитку інформаційних, телекомунікаційних та інноваційних технологій в закладах освіти Вінницького регіону до 2015 року»
2012 — став переможцем у конкурсі Державного фонду фундаментальних досліджень і отримав Грант Президента України для підтримки наукових досліджень молодих учених (Розпорядження Президента України)
2014 — нагороджено грамотою за значний внесок у наукові досягнення ВНТУ та з нагоди святкування Дня науки
2015 — став переможцем у конкурсі Державного фонду фундаментальних досліджень і отримав Грант Президента України для підтримки наукових досліджень молодих учених (Розпорядження Президента України)
2015 — нагороджено почесною грамотою Вінницької обласної державної адміністрації та обласної Ради за багаторічну сумлінну працю, високий педагогічний професіоналізм та вагомі досягнення у науковій і навчально-методичній роботі
2018 — нагороджено Подякою Міністерства освіти і науки України за багаторічну сумлінну працю, вагомий особистий внесок у підготовку висококваліфікованих спеціалістів та плідну науково-педагогічну діяльність
2020 — нагороджено Грамотою Міністерства освіти і науки України за багаторічну сумлінну працю, вагомий особистий внесок у підготовку висококваліфікованих спеціалістів та плідну науково-педагогічну діяльність
2023 — нагороджено нагрудним знаком МОН України «Відмінник освіти»
2024 — нагороджено Почесною грамотою від департаменту гуманітарної політики Вінницької обласної військової адміністрації.

## Громадська діяльність
- Член Ради з питань розвитку інформаційних технологій при Вінницькому міському голові [Архівовано 6 квітня 2020 у Wayback Machine.]

- Член організаційного комітету Всеукраїнської студентської олімпіади з програмування, що має статус півфіналу студентської першості світу з програмування АСМ-ІСРС по південно-східному європейському регіону [Архівовано 6 квітня 2020 у Wayback Machine.]

- Член спеціалізованих вчених рад:

Д 35.052.14 у НУ «Львівська політехніка» за спеціальністю «Системи та засоби штучного інтелекту» [Архівовано 6 квітня 2020 у Wayback Machine.];
Д 05.052.01 у ВНТУ за спеціальністю «Інформаційні технології [Архівовано 18 січня 2018 у Wayback Machine.]»
- Член редакційної колегії міжнародного науково-технічного журналу «Український журнал інформаційних технологій» [Архівовано 6 квітня 2020 у Wayback Machine.]

- Член редакційної колегії міжнародного науково-технічного журналу «Оптико-електронні інформаційно-енергетичні технології» [Архівовано 7 серпня 2020 у Wayback Machine.]

- Член редакційної колегії міжнародного науково-технічного журналу «Інформаційні технології та комп'ютерна інженерія» [Архівовано 27 січня 2020 у Wayback Machine.]

- консультант першого проректора ВНТУ з питань рейтингування та зовнішнього оцінювання діяльності університету

- Член Вченої ради Вінницького національного технічного університету

- Член Вченої ради ФІТКІ [Архівовано 6 квітня 2020 у Wayback Machine.] ВНТУ

- Куратор студентського відділення при ВНТУ Міжнародного товариства оптики і фотоніки SPIE [Архівовано 16 грудня 2020 у Wayback Machine.].

## Профілі у міжнародних реєстрах вчених та наукометричних базах даних
• Scopus Author ID: 6507296188 [Архівовано 5 червня 2019 у Wayback Machine.]
• Web of Science ResearcherID: G-2888-2012 [Архівовано 6 квітня 2020 у Wayback Machine.]
• ORCID: 0000-0002-6668-2425 [Архівовано 6 квітня 2020 у Wayback Machine.]
• Профіль у Google Scholar [Архівовано 26 лютого 2022 у Wayback Machine.]

## Монографії та навчальні посібники
1. Методи та засоби організації високопродуктивних паралельно-ієрархічних обчислювальних систем із рекурсивною архітектурою: монографія / А. А. Яровий. — Вінниця: ВНТУ, 2016. — 363 с. [Архівовано 6 квітня 2020 у Wayback Machine.]
2. Образний відео-комп'ютер око-процесорного типу: монографія / В. П. Кожем'яко, Г. Л. Лисенко, А. А. Яровий, А. В. Кожем'яко. — Вінниця: Універсум-Вінниця, 2008. — 215 с. [Архівовано 6 квітня 2020 у Wayback Machine.]
3. Паралельно-ієрархічне перетворення як системна модель оптико-електронних засобів штучного інтелекту: монографія / В. П. Кожем'яко, Ю. Ф. Кутаєв, С. В. Свєчніков, Л. І. Тимченко, А. А. Яровий. — Вінниця: УНІВЕРСУМ-Вінниця, 2003. — 324 с.
4. Паралельно-ієрархічні мережі як структурно-функціональний базис для побудови спеціалізованих моделей образного комп'ютера: монографія / В. П. Кожем'яко, Л. І. Тимченко, А. А. Яровий. — Вінниця: УНІВЕРСУМ-Вінниця, 2005. — 161 с.
5. Експертні системи: навчальний посібник Ч. 1 / В. І. Месюра, А. А. Яровий, І. Р. Арсенюк. — Вінниця: ВНТУ, 2006. — 114 с. [Архівовано 15 березня 2022 у Wayback Machine.]
6. Теорія алгоритмів: навчальний посібник / І. Р. Арсенюк, В. В. Колодний, А. А. Яровий. — Вінниця: ВНТУ, 2006. — 150 с. [Архівовано 6 квітня 2020 у Wayback Machine.]
7. Комп'ютерні мережі: навчальний посібник Ч. 1 / І. Р. Арсенюк, А. А. Яровий. — Вінниця: ВНТУ, 2008. — 116 с. [Архівовано 26 грудня 2014 у Wayback Machine.]
8. Комп'ютерні мережі: навчальний посібник Ч. 2 / І. Р. Арсенюк, А. А. Яровий. — Вінниця: ВНТУ, 2011. — 144 с. [Архівовано 15 березня 2022 у Wayback Machine.]
9. Комп'ютерні мережі: навчальний посібник / І. Р. Арсенюк, А. А. Яровий, І. Д. Івасюк / реком. МОН України. — Вінниця: ВНТУ, 2013. — 272 с. [Архівовано 26 грудня 2014 у Wayback Machine.]
10. Комп'ютерні мережі: навчальний посібник. Ч. 3 / І. Р. Арсенюк, А. А. Яровий . — Вінниця: ВНТУ, 2017. — 85 с. [Архівовано 6 квітня 2020 у Wayback Machine.]
11. Експертні системи: навчальний посібник Ч. 2 / А. А. Яровий, І. Р. Арсенюк, В. І. Месюра. — Вінниця: ВНТУ, 2017. — 105 с.